# International Football League
International Football League (zkráceně IFL) je mezistátní fotbalová liga, kterou hrají kluby ze Slovenska a Moravy a Slezska. Do budoucna je soutěž otevřena pro účastníky z dalších krajin z regionů střední Evropy (Slovensko, Česko, Maďarsko, Rakousko,...). Soutěž je jakousi náhradou juniorské ligy či B-týmů v jednotlivých klubech. Hraje se od jarní části sezony 2013/14, kdy každý klub odehraje 11 zápasů. Nevede se žádná tabulka. Jde o jakousi sérii přípravných zápasů, do kterých zasahují obvykle hráči širšího kádru nebo z mládeže či hráči vracející se po zranění, či ti, co jsou v mužstvu na testech. Střetnutí se hrají ve středu týdne, aby se nekryli se zápasy ligovými. Zakladatelem IFL je slovenský klub FK Senica. Soutěž nepodléhá Slovenskému fotbalovému svazu ani Fotbalové asociaci České rupubliky.

## Současné týmy (jaro 2014)

### Týmy ze Slovenska
- FK Senica (zakladatel, Corgoň liga)
- FC Spartak Trnava (Corgoň liga)
- ŠK SFM Senec (2. liga)

### Týmy z Moravy
- SK Sigma Olomouc (Gambrinus liga)
- FC Baník Ostrava (Gambrinus liga)
- FC Fastav Zlín (2. liga)
- MSK Břeclav (MSFL)

### Týmy ze Slezska
- MFK OKD Karviná (2. liga)
- SFC Opava (MSFL)